# Aderus abnormipes
Aderus abnormipes é uma espécie de Coleoptera da família Aderidae. Foi descrita cientificamente por Rudolf F. Heberdey em 1936.

## Distribuição geográfica
Habita em Sumatra (Indonésia).